# Articulación incudoestapedial
En anatomía, se designa con el nombre de articulación incudoestapedial a una articulación situada en el oído medio que se establece entre la apófisis lenticular del yunque y el estribo. Se clasifica como una diartrosis de tipo enartrosis y está formada por la cara convexa de la apófisis lenticular del yunque y la cara cóncava de la cabeza del estribo, el conjunto queda envuelto por una pequeña cápsula fibrosa y rodeado por la membrana sinovial. Tiene la función de transmitir las vibraciones que procedentes del tímpano mueven la cadena de huesecillos del oído medio y finalmente son percibidas como sonido. La articulación incudoestapedial puede alterarse por diferentes causas, entre ellas la artritis reumatoide y la otoesclerosis.  Los traumatismos del cráneo que afectan al peñasco del hueso temporal pueden dañar a la articulación incudoestapedial y provocar pérdida de audición.